# 雪鸽
雪鸽（学名：Columba leuconota）为鸠鸽科鸽属的鸟类。分布于沿喜马拉雅山脉向西、直达阿富汗以及中国大陆的甘肃、青海、四川、云南、西藏等地，一般栖息于海拔高处以及出没于岩石和土坎徒壁上及河谷岩坡间。该物种的模式产地在喜马拉雅山脉。與原鴿最爲明顯不同的地方就在於他們的身體除了翅膀與頭部為灰色外其他都是白色的。

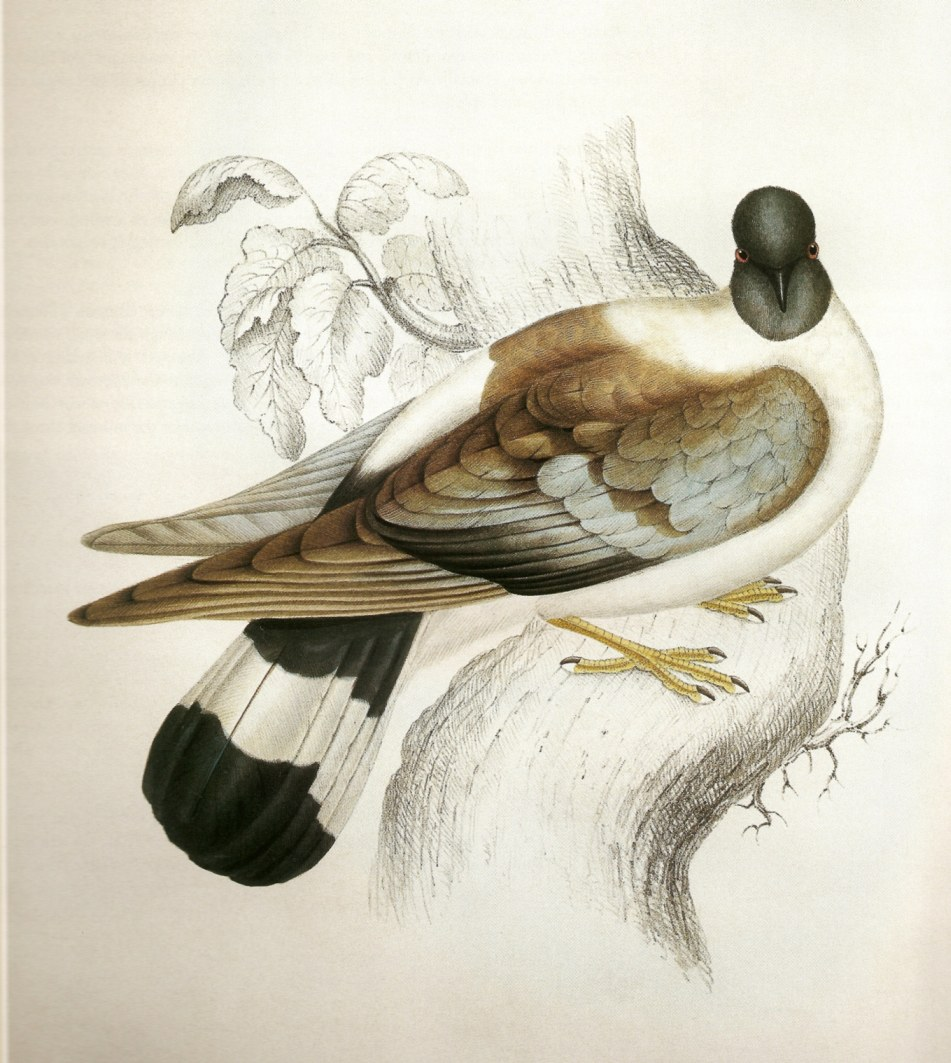
雪鸽，由約翰·古爾德繪製

## 亚种
- 雪鸽华西亚种（学名：Columba leuconota gradaris）。在中国大陆，分布于甘肃、青海、四川、云南、西藏等地。该物种的模式产地在四川北部松潘。[2]
- 雪鸽指名亚种（学名：Columba leuconota leuconota）。分布于尼泊尔、印度、锡金、巴基斯坦、阿富汗以及中国大陆的西藏等地。该物种的模式产地在喜马拉雅山脉。[3]